# Ralph Marterie
Ralph Marterie (* 24. Dezember 1914 in Acerra, Italien; † 10. Oktober 1978 in Dayton, Ohio, Vereinigte Staaten) war ein italoamerikanischer Trompeter und Orchesterleiter, der in den 1950er Jahren mehrere Hits hatte.

## Karriere
Als Ralph Materie noch im Kindesalter war, wanderte seine Familie in die Vereinigten Staaten aus. Sein Vater spielte im Orchester der Civic Opera von Chicago und er selbst lernte als Jugendlicher Trompete. Bereits als Teenager spielte er im Oriole Orchestra von Danny Russo und dann auch in anderen lokalen Bands und Orchestern. Als Mitglied des Orchesters der NBC kam er mit Radio und Fernsehen in Verbindung und spielte unter Orchesterleitern wie Percy Faith und Andre Kostelanetz.
Während des Zweiten Weltkriegs wurde er Bandleader bei der US Navy und nach Kriegsende wurde er Orchesterleiter bei ABC Radio. 1949 unterschrieb er einen Plattenvertrag mit Mercury. Zuerst hatte er mit eigenen Aufnahmen noch keinen Erfolg, er begleitete aber mit seinem Orchester die Studioaufnahmen der Labelsänger wie Vic Damone und die Crew-Cuts.
1952 hatte er dann seinen ersten eigenen Hit mit seiner Aufnahme von Duke Ellingtons Caravan, mit dem er 10 Wochen in den US-Charts war. Ein weiterer Erfolg war die Aufnahme von Pretend, im selben Jahr ein Nummer-3-Hit für Nat King Cole. Und mit dem aus dem Süden Afrikas stammenden Skokiaan hatte er seinen dritten Top-10-Hit. Er war kein typischer Jazz- oder Easy-Listening-Orchesterchef, sondern bediente sich auch beim aktuellen Pop und Rock. Crazy, Man, Crazy von Bill Haley, selbst schon ein früher Rock-&-Roll-Hit, brachte er in seiner Orchesterversion 1953 auf Platz 13, er nahm den Folksong So Long (It’s Been Good to Know Ya) von Woody Guthrie auf und hatte mit Tricky 1957 einen Hit mit Rhythm-and-Blues-Elementen. Im selben Jahr hatte er mit Shish-Kebab, einer arabischen Melodie mit moderner Gitarre, seinen letzten Charthit, mit dem er noch einmal Platz 10 erreichte.
Auch nachdem seine große Erfolgszeit beendet war, trat Marterie weiter mit Musikern auf und tourte. Als er 1978 im Alter von 63 Jahren starb, war er gerade auf einer Tournee in Ohio gewesen.

## Diskografie
Singles mit Chartplatzierungen in verschiedenen US-Charts der Vor-Hot-100-Zeit:
- It Ain’t Necessarily So (1950)
- So Long (It’s Been Good to Know Ya) (1951, Platz 26)
- Takes Two to Tango (1952, mit Lola Ameche)
- Pretend (1953, Platz 6)
- Caravan (1953, Platz 6)
- Crazy, Man, Crazy (1953, Platz 13)
- The Creep (1954, Platz 25)
- Skokiaan (1954, Platz 3)
- Maybellene (1955)
- Theme from Picnic (1955, Platz 64, aus dem Film Picknick)
- Guaglione (1956)
- Tricky (1957, Platz 25)
- Shish-Kebab (Harem Dance) (1957, Platz 10)
- Bacardi (1961)